# Dubašnica
Dubašnica je območje na severozahodu otoka Krka na Hrvaškem. Imenuje se po nekdanji središčni vasi, ki je stala nekaj kilometrov jugozahodno od Malinske. Vas Dubašnica je v 18. stoletju izumrla zaradi malarije, od nje pa sta do danes obstala cerkveni zvonik, zgrajen leta 1618, in staro pokopališče.
Območje je v drugi polovici 15. stoletja poselil knez Ivan Frankapan s Hrvati in Vlahi, doseljenimi s celine. Konec stoletja se je Dubašnica osamosvojila v cerkvenem (leta 1491 so vaščani dobili pravico do izbiranja župnika) in v upravnem smislu (postala je kaštel s svojim podknežinom). Po izpraznitvi Dubašnice je središčno vlogo prevzelo naselje Bogovići in pozneje Malinska. Ozemlje je še danes organizirano v samostojno občino, ki se od leta 1997 imenuje Malinska - Dubašnica.
Pod Dubašnico spada 19 današnjih naselij: Malinska (današnje središče), Bogovići (nekdanje središče), Barušići, Kremenići, Ljutići, Milčetići, Milovčići, Oštrobradić, Porat, Radići, Sveti Ivan, Strilčići, Sabljići, Sveti Anton, Sveti Vid - Miholjice, Turčići, Vantačići, Zidarići in Žgombići.
Doseljeni Vlahi (hrvaško prebivalstvo jih je imenovalo tudi Morlaci) so razvili svoje narečje, t. i. krškoromunski govor, ki je v 70. letih 19. stoletja izumrl, je pa zaznati njegove vplive v tamkajšnjem hrvaškem narečju.